# Basilique Saint-François de Lucques
Pour les articles homonymes, voir Basilique Saint-François.
La Basilique Saint-François de Lucques est située sur la place du même nom et était attachée à un ancien couvent.

## Histoire
La présence des franciscains à Lucques est documentée dès 1228. Le nouvel ordre a assumé dès lors dans la vie de la ville, un rôle de premier plan. Autour de l'église et du monastère, se développe un complexe de bâtiments. Il comprend l'oratoire de San Franceschetto (1309), trois cloîtres et quelques autres bâtiments mineurs. L'église formée d'une seule nef, est construite en briques avec un toit en treillis. Elle a été complétée en 1430 par l'inclusion de trois chapelles au chœur ordonné par Paolo Guinigi, seigneur de Lucques. La façade, montrant de chaque côté du portail deux sarcophages, est un revêtement de calcaire blanc, laissé inachevé et terminé seulement en 1930. 
L'ameublement a commencé parallèlement à la construction du complexe et s'est poursuivi du XIVe au XVIIe siècle. Devenue propriété de l'État en 1840, l'apparence de l'église a été bouleversée et ses peintures ont été versées aux collections des musées de Lucques. Transformée un temps en dépôt militaire, en 1901 l'église devient propriété de la ville de Lucques qui fait rouvrir ses portes en 1910. En 2003, les franciscains quittent le couvent et l'ensemble du complexe est acheté par la ville. 
Entre 2006 et 2008, une grande partie du couvent est restauré pour devenir la maison de l'Institut d'études avancées (IMT Institute for Advanced Studies Lucca (it)) de Lucques. En 2010, Fondazione Cassa di Risparmio di Lucca lève des fonds pour sa restauration. Les parties restantes, y compris l'église et les cloîtres, font l'objet d'une rénovation entre 2011 et 2013, qui coûte 50 000 000 €. La cérémonie pour l'inauguration du complexe a lieu dans l'église Saint-François le 6 juillet 2013 en présence des représentants politiques, dont Maria Chiara Carrozza, ministre italien de l'éducation, de l'université et de la recherche.

## Description

### Architecture
La façade, achevée en 1930, avec la construction de la partie supérieure, caractérise l'extérieur de l'église. Le mur est bicolore, avec des bandes de calcaire blanc, alternant avec des bandes plus étroites de calcaire gris. Dans la partie inférieure, au centre, le portail est surmonté d'un tympan (architecture) peint avec, sur les côtés, deux arcs aveugles avec sarcophages. Dans la partie supérieure s'ouvre une rosace flanquée de quatre armoiries en marbre sculpté en bas-reliefs, représentant dans le sens horaire : le symbole de l'Ordre franciscain, des faisceaux, les armoiries de la ville de Lucques et un lion rampant,.
L'intérieur de l'église se compose d'une nef à voûte unique à charpente apparente (a capana) éclairée par des fenêtres géminées, ouvertes en 1844. Le long des parois latérales, décorées de fresques monochromes, il existe divers autels en marbre surmontés de retables. 
Au fond, dans l'allée de l'abside, une aula carrée est couverte d'une Voûte d'arêtes et flanquée de deux chapelles. Quelques vestiges d'un cycle de fresques attribuées à Baldassarre di Biagio de Florence restent dans la chapelle de droite. Le chœur est bordé par une balustrade et accueille un maître-autel baroque. L'église conserve plusieurs tombeaux, dont celui de Castruccio Castracani degli Antelminelli (1281–1328), un condottiere italien, duc de Lucques, de Giovanni Guidiccioni, de Ugolin Visconti et de deux musiciens lucquois, Luigi Boccherini, dont la dépouille a été rapatriée d'Espagne en 1927, par Benito Mussolini et Francesco Geminiani.

### Orgue
Derrière le maître-autel, dans l'abside, l'orgue, construit entre 1930 et 1940 par les frères Turrini, est restauré en 2013 par la firme Michelotto.
L'instrument est de transmission électro-pneumatique et dispose de 16 registres réels pour un total de 1 086 tuyaux. Sa console, indépendante et également située dans l'abside, dispose de deux claviers de 58 notes chacun et un pédalier concave de 30 notes.

Vue de l'intérieur
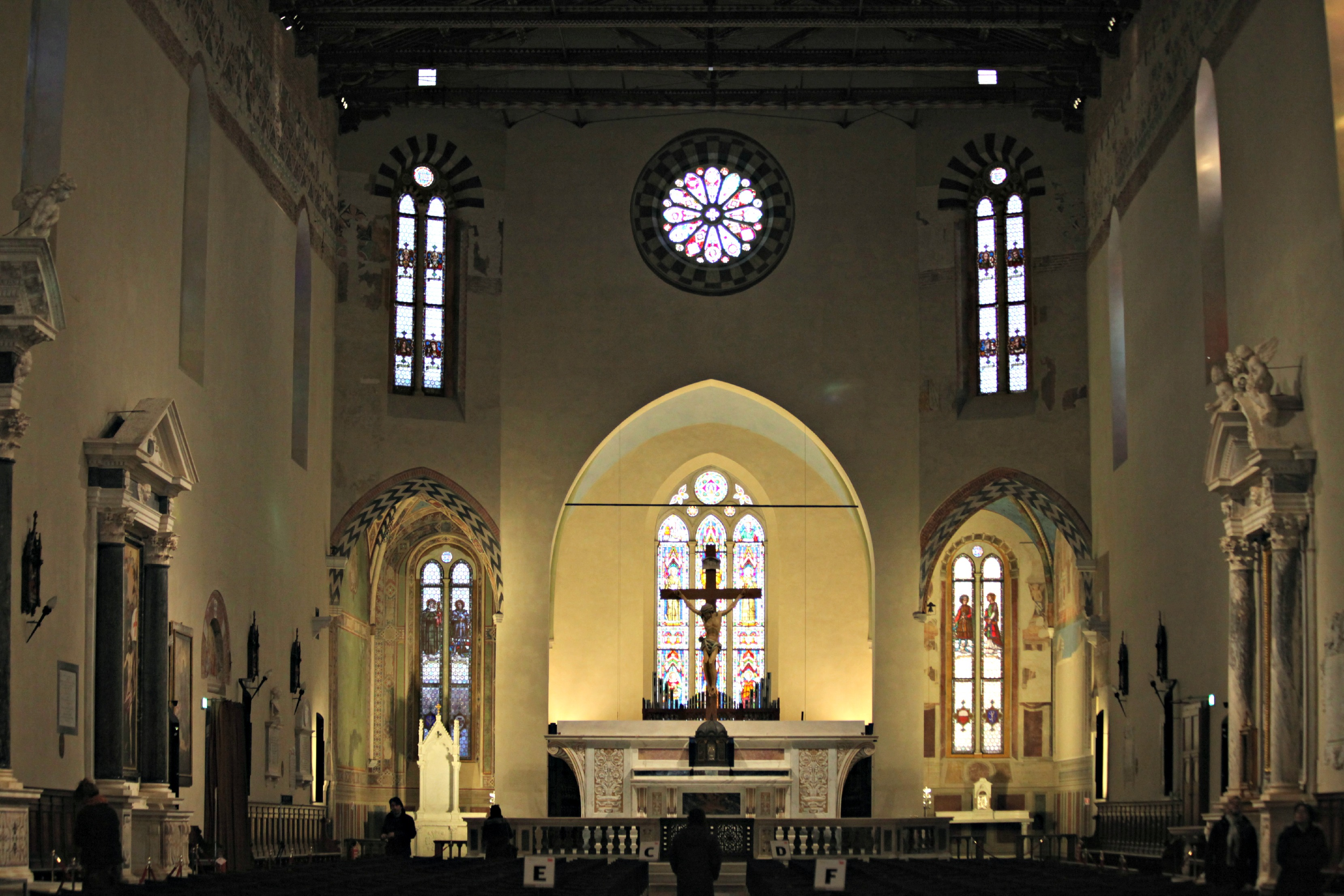
Le chœur.
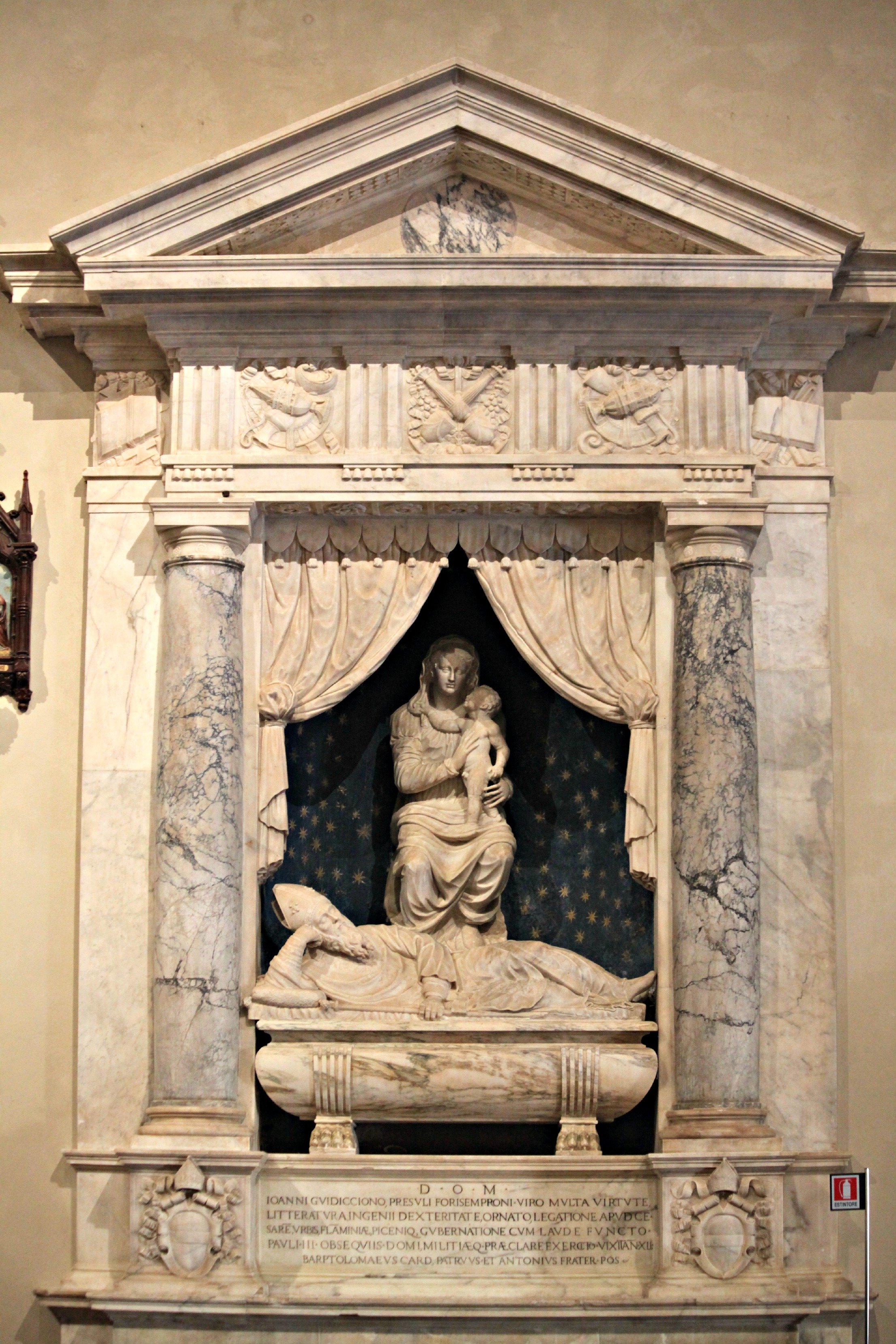
Mausolée de Giovanni Guidiccioni.
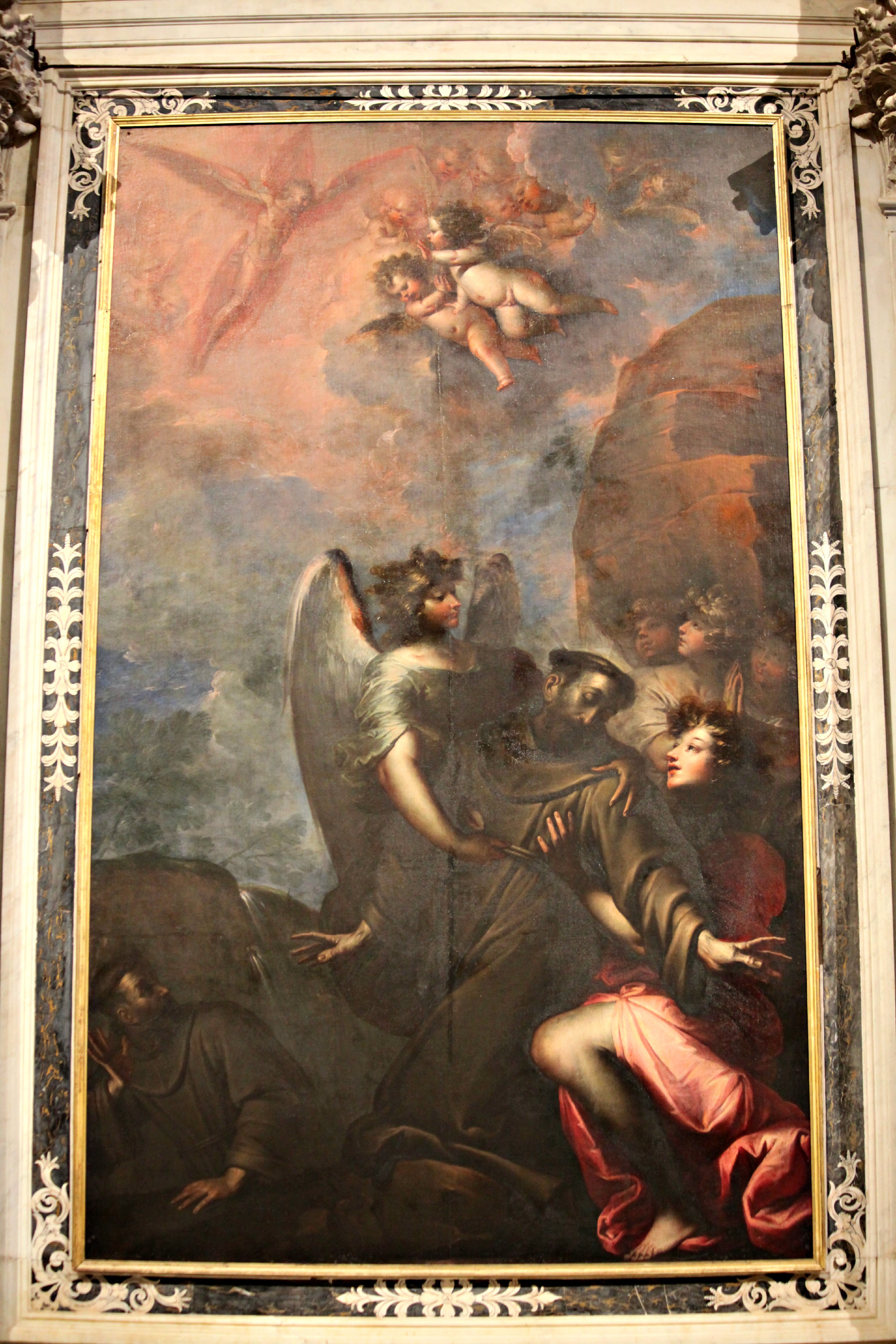
Pietro Ricchi : Extase de saint François recevant les stigmates

## Liens
- Liste des basiliques italiennes
- (it) « Chiesa di San Francesco », sur www.comune.lucca.it (consulté le 15 mars 2015)
- (it) « Convento e Chiesa San Francesco », sur web.rete.toscana.it (consulté le 15 mars 2015)
- (en) « Fiche de l'église », sur www.turismo.intoscana.it (consulté le 15 mars 2015)
- [vidéo] « Inauguration, vue des travaux sur le complexe », sur YouTube